# Filippo Gagliardi (imprenditore)
Filippo Gagliardi, noto anche come Don Felipe, (Montesano sulla Marcellana, 25 febbraio 1912 – Roma, 15 gennaio 1968), è stato un imprenditore e filantropo italiano.

## Biografia

### Infanzia
Nacque nel 1912 a Montesano sulla Marcellana, in provincia di Salerno, da una famiglia di origini modeste (il padre Giuseppe era mugnaio e la madre, Mariannina Di Giuda, era casalinga), primo di dieci figli, di cui quattro maschi e cinque femmine (Pasquale, Giuseppe, Ernesto, Michele, Maria, Angelina, Domenica, Antonietta e Delizia).

### L'emigrazione in Venezuela
Nel 1927, a soli 15 anni, partì con la nave in terza classe in cerca di fortuna per Caracas in Venezuela con i soldi racimolati dalla madre che, di nascosto dal marito, aveva contratto un debito con un signorotto locale in cambio di una lunga fornitura di farina prodotta dal mulino di famiglia. A Caracas fu ospitato da un parente imprenditore che aveva fatto fortuna costruendo caserme per l'esercito ma ben presto, essendo entrato in contrasto con lui, rientrò in Italia a Montesano.
Qui però resistette per breve tempo. Nel 1937, infatti, dopo aver compiuto il servizio militare, ripartì nuovamente per Caracas, dove, messosi in proprio nel settore dell'edilizia, diventò in breve tempo uno degli uomini d'affari più ricchi del paese.
A Caracas, nel suo palazzo Roma, suo quartier generale, si circondò di una corte imponente, composta per lo più da suoi parenti e amici conterranei. A Maiquetía, nello stato di Vargas, vicino al porto e all'Aeroporto Internazionale Simón Bolívar (Venezuela) costruì depositi e capannoni denominando la località "Montesano", in omaggio al suo paese natio.
Con l'ingente patrimonio che riuscì a costruirsi diede diversi contributi in opere di beneficenza.
Dal giugno all’ottobre del 1954 rientrò nel suo paese natio dove elargì notevoli somme ai bisognosi, alle vittime dell'alluvione del Polesine del 1951 e dell'alluvione di Salerno del 1954, portò luce e acqua e concesse mutui a diversi comuni del Vallo di Diano, donò case ai poveri e fece costruire edifici pubblici a sue spese.
Tornato in America, cominciò ad attuare nuovi progetti anche a Caracas e in tutto il Venezuela.
Il periodo di massimo splendore di Filippo Gagliardi fu tra il 1954 e il 1958 durante la presidenza in Venezuela di Marcos Pérez Jiménez da cui derivò gran parte della sua fortuna per l'amicizia che li legava.
Marcos Pérez Jiménez, dopo che nel novembre del 1957 aveva modificato la legge elettorale in Venezuela che consentiva il voto anche agli immigrati, fece presiedere a Filippo Gagliardi la commissione che coordinava l'adesione degli italiani alle liste elettorali.
Tutto si arrestò improvvisamente quando nel gennaio del 1958 il regime del dittatore venezuelano cadde. In seguito a ciò, Gagliardi fu costretto a fuggire dal Venezuela e a tornare in Italia dove si trattenne fino al luglio del 1967.
Tornato nuovamente in Venezuela, trovò tutto cambiato e non riuscì a ripristinare la precedente situazione a lui favorevole.
Morì a Roma nel 1968 a soli 56 anni. Le sue spoglie si trovano nella cappella di famiglia a Montesano sulla Marcellana.

## Opere di beneficenza[8][9][10][11]

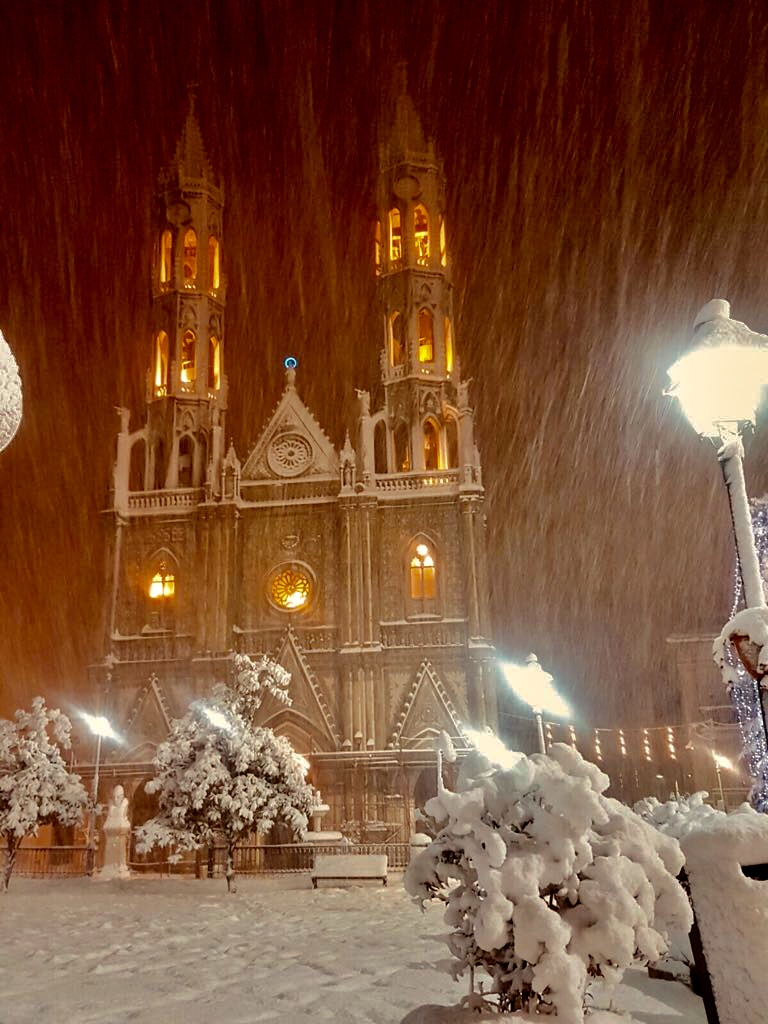
Chiesa di Sant'Anna a Montesano sulla Marcellana

- Chiesa di Sant'Anna, imponente edificio in stile neogotico che domina la piazza principale di Montesano sulla Marcellana a lui dedicata (Piazza Filippo Gagliardi), costruita tra il 1954 e il 1959 e ispirata alla chiesa San Juan Bautista di Valera e alla chiesa Nuestra Señora de Lourdes di Caracas a Plaza Italia in Venezuela.[4]
- Caserma dei Carabinieri di Montesano sulla Marcellana "Mamma Gagliardi".[12]
- Acquedotto comunale a Montesano sulla Marcellana.
- Asilo comunale di Montesano sulla Marcellana "Mamma Gagliardi".
- 105 case per i poveri.
- Mutui a 55 comuni della provincia di Salerno.
- Donazione di 25 milioni di lire per gli alluvionati del Polesine.
- Donazione di 100.000 dollari per gli alluvionati di Salerno.
- Convento di S. Antonio dei Cappuccini in località Scialandro (rimasto incompiuto).[13]

## Omaggi
- In occasione di un suo viaggio in Pennsylvania, Gagliardi ha ricevuto dal presidente del City Council di Filadelfia, Paul D'Ortona, il sigillo della città.
- Nel 2008, in occasione dei 40 anni dalla sua morte, è stato istituito il premio “Filippo Gagliardi”.[15]
- Nel 2009, è stato organizzato il "Memorial Filippo Gagliardi" presso il Maschio Angioino a Napoli dall'associazione culturale "La Repubblica dei gigli bianchi" in collaborazione con l’Accademia Internazionale Partenopea “Federico II”.[16]

## Curiosità

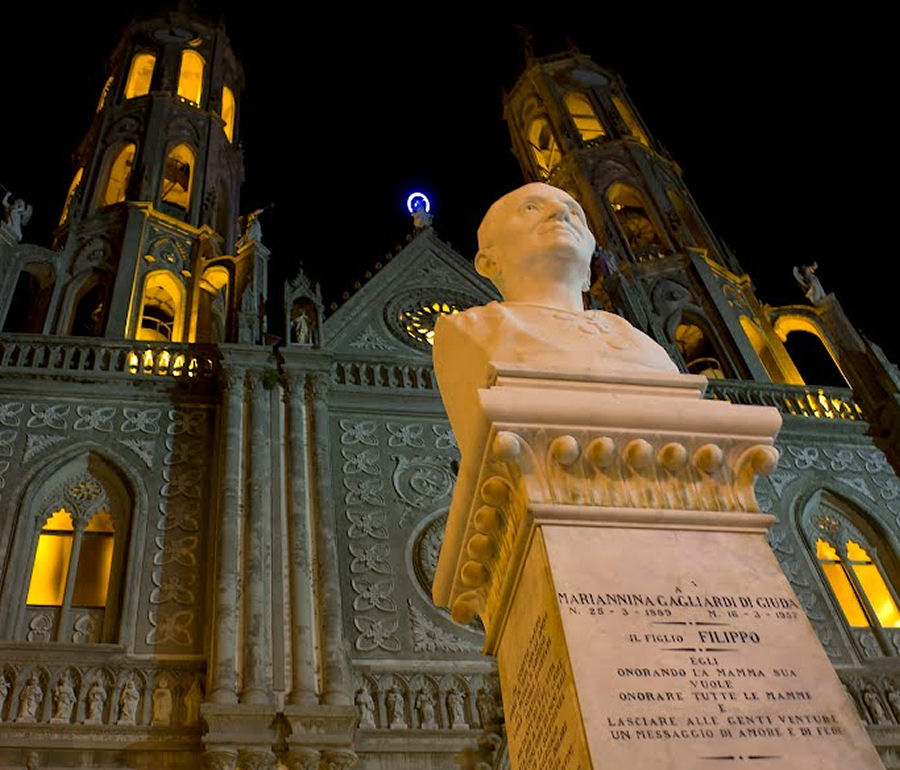
Busto di Mariannina Di Giuda Gagliardi

- Gabriel García Márquez parla di Filippo Gagliardi in un capitolo intitolato "L'ultimo trucco di Gagliardi" del suo saggio Dall'Europa e dall'America. 1955-1960  scritto quando era corrispondente a Caracas per un giornale colombiano.[17]
- Tentò di avviare la costruzione del ponte sullo stretto di Messina ma non riuscì nell'intento per svariati problemi intercorsi.[18]
- Desiderava la secessione del comune di Montesano sulla Marcellana dall'Italia in modo da creare una repubblica indipendente che avrebbe denominato "Repubblica dei Gigli Bianchi".[18][19]
- Legatissimo a sua madre Mariannina che ispirò la sua opera di filantropo, a lei dedicò diverse sue costruzioni intitolate "Mamma Gagliardi". In suo onore fece erigere davanti alla chiesa di S. Anna a Montesano un busto che la ritrae.[20]